# Bolesław Szabelski
Bolesław Szabelski (né le 3 décembre 1896 à Radoryż et mort le 27 août 1979 à Katowice) est un compositeur polonais.

## Biographie
Szabelski a étudié la composition à l'Académie de Musique de Varsovie auprès de Roman Statkowski et de Karol Szymanowski. En 1930, il est chargé de la classe d'orgue au conservatoire de Varsovie. De 1929 à 1939, il a enseigné la composition à l'Académie de Musique de Katowice. Il y est retourné après la guerre en 1945 et il continuait d'enseigner à l'Académie.
Son étudiant le plus illustre est Henryk Mikołaj Górecki.

## Œuvres
Parmi ses œuvres les plus importantes,  cinq symphonies, un poème symphonique, une sinfonietta pour orchestre à cordes et percussion (1946), une suite et une étude pour orchestre (1938), trois concertos : concerto grosso pour orchestre (1954), concerto pour piano (1956) et concerto pour flûte et orchestre de chambre (1965), 2 quatuors à cordes (1924, 1956).
| Œuvres | Œuvres                                      | Œuvres                           |
| Année  | Titre                                       | Instrumentation                  |
| ------ | ------------------------------------------- | -------------------------------- |
| 1924   | Quatuor à cordes                            | Quatuor à cordes                 |
| 1926   | Symphonie I                                 | Orchestre                        |
| 1934   | Symphonie II                                | Orchestre                        |
| 1938   | Toccata                                     | Orchestre                        |
| 1946   | Sinfonietta                                 | Orchestre à cordes, percussion   |
| 1951   | Symphonie III                               | Orchestre                        |
| 1954   | Concerto grosso pour orchestre              | Orchestre                        |
| 1956   | Symphonie IV                                | Orchestre                        |
| 1956   | Quatuor à cordes                            | Quatuor à cordes                 |
| 1956   | Concerto pour piano                         | Piano et orchestre               |
| 1962   | Aforyzmy "9"                                | Neuf instruments                 |
| 1964   | Koncert                                     | Orchestre                        |
| 1965   | Concerto pour flûte et orchestre de chambre | Flûte et orchestre               |
| 1968   | Symphonie V                                 | Chœur, orgue et orchestre        |
| 1976   | Mikołaj Kopernik                            | Soprano solo, chœur et orchestre |
| 1976   | Kantata Reduta                              | Chœur et orchestre               |

## Récompenses
Szabelski a reçu deux prix de l'État (1953 et 1962), et deux prix de l'Union des Compositeurs polonais (1961 et 1967)

## Sources
- Marc Honegger, Dictionnaire de la musique, éditions Bordas, 1986